# Flowing Tears
Flowing Tears – niemiecki zespół gothicmetalowy.
Pierwotna nazwa – Flowing Tears and Withered Flowers – została skrócona do Flowing Tears w 2000 roku. Zmiana ta miała na celu ułatwienie mediom i słuchaczom zapamiętania nazwy.
20 października 2004 roku dwóch pierwotnych założycieli zespołu – Cristian Zimmer oraz Björn Lorson – zginęło w wypadku samochodowym.

## Dyskografia
- Swansong – 1996
- Joy Parade – 1998
- Swallow EP – 1999
- Jade – 2000
- Serpentine – 2002
- Razorbliss – 2004
- Invanity – 2007
- Thy Kingdom Gone – 2008